# Silver (fumettista)
Silver, pseudonimo di Guido Silvestri (Carpi, 9 dicembre 1952), è un fumettista italiano, noto soprattutto per aver dato vita al personaggio umoristico di Lupo Alberto.

## Biografia
Nato a Carpi, in provincia di Modena, nel 1952, si trasferisce al seguito della famiglia a Correggio (in provincia di Reggio Emilia) quando aveva otto anni, restandovi fino al 1969; all'età di 17 anni, infatti, decide di trasferirsi a Modena per poter iniziare a lavorare nel campo del fumetto, svolgendovi un periodo d'apprendistato nello studio di Bonvi, celebre autore di strisce a fumetti come Sturmtruppen e Cattivik. Lavora inizialmente su personaggi già famosi come, oltre al già citato Cattivik, Nick Carter e Capitan Posapiano, per poi iniziare ad esser anche autore delle proprie storie con questi personaggi.
Nel 1974 avviene la svolta nella sua carriera. Sul Corriere dei ragazzi iniziano a essere pubblicate delle strisce con protagonisti gli animali di una fattoria. Nonostante la prima striscia in assoluto abbia come protagonista un gallo, è un simpatico lupo azzurro il vero protagonista della serie, ambientata nella Fattoria McKenzie, Lupo Alberto, appunto, follemente innamorato di una gallina, Marta, e ostacolato da un grosso cane bobtail di nome Mosè, guardiano del pollaio. Il personaggio e i suoi comprimari riscuotono subito un grande successo.
Le sue strisce, oltre che nel fumetto in edicola, si possono trovare anche sul settimanale TV Sorrisi e Canzoni, dove fa il verso ai programmi della televisione italiana.

## Opere
- Lupo Alberto, Milano, Corno, 1976.
- Lupo Alberto 2, Milano, Corno, 1981.
- Lupo Alberto blues, Milano, Corno, 1983.
- Lupo Alberto alto là, Milano, Corno, 1983.
- I casi di Zuzzurro e Gaspare, Milano, Glenat Italia, 1985.
- Il grande lupo Alberto. Tutte le prime 1000 strisce, Milano, Glenat Italia, 1985. ISBN 88-7811-807-9; Milano, Rizzoli, 1990. ISBN 88-17-84061-0
- Il grande Cattivik, Milano, Glenat Italia, 1986. ISBN 88-7811-818-4
- Lupo Alberto colori 1, Milano, Glenat Italia, 1986.
- Lupo Alberto colori 2, Milano, Glenat Italia, 1987. ISBN 88-7811-827-3
- Due cuori e un pollaio, Milano, Glenat Italia, 1987.
- Salve... sono il titolo. La Brioche presenta Zuzzurro & Gaspare, Milano, Rizzoli, 1988. ISBN 88-17-85405-0
- Due cuori in gioco, Milano, Glenat Italia, 1988. ISBN 88-7811-009-4
- Lupo Alberto colori 3, Milano, Glenat Italia, 1988. ISBN 88-7811-017-5
- Lupo Alberto. Novelas, Milano, Glenat Italia, 1988. ISBN 88-7811-027-2
- Il grande lupo Alberto 2. Tutte le prime 200 tavole, Milano, Rizzoli, 1990. ISBN 88-17-84065-3
- Lupo Alberto novelas. The McKenzie's farm, Milano, A. Mondadori, 1990. ISBN 88-17-24133-4
- Cattivik. Il genio del male, Milano, Rizzoli, 1991. ISBN 88-17-84154-4
- Come ti frego il virus. Un po' di cose che è utile sapere per non avere nulla da temere, con altri e Commissione nazionale per la lotta contro l'Aids, Ministero della Sanità, s.l., Silver/MCK, 1991.
- Lupo Alberto. Io e la talpa, Milano, Rizzoli, 1992. ISBN 88-17-24287-X
- Illustrazioni di Zuzzurro e Gaspare, Bella scoperta, Milano, Rizzoli, 1992. ISBN 88-17-24649-2
- Lupo Alberto. La sconvolgente storia di Uccello, Roma, Edit, 1992.
- Lupo Alberto. Ehilà, Beppe!, Milano, Rizzoli, 1993. ISBN 88-17-24305-1
- Lupo Alberto. Nuevas novelas, Milano, Biblioteca universale Rizzoli, 1993. ISBN 88-17-11181-3
- Lupo Alberto, la gallina & gli altri, Milano, Biblioteca universale Rizzoli, 1993. ISBN 88-17-11186-4
- Nella fattoria di Lupo Alberto giochiamo a casa di Marta, Varese, La Coccinella, 1993. ISBN 88-7703-242-1
- Nella fattoria di Lupo Alberto giochiamo a casa di Alcide, Varese, La Coccinella, 1993. ISBN 88-7703-243-X
- Pera meccanica, Milano, Macchia nera, 1993.
- Illustrazioni di Eros Drusiani, Buonanotte alle favole!, Milano, Macchia nera, 1993.
- Cattivik contro tutti, Milano, Biblioteca universale Rizzoli, 1994. ISBN 88-17-11197-X
- Lupo Alberto. Pugni, bulli e... pollastre!, Milano, Rizzoli, 1994. ISBN 88-17-24317-5
- Marta, Milano, Macchia nera, 1994.
- Il signor L. Alberto. Protagonista, Milano, Rizzoli, 1995. ISBN 88-17-24380-9
- Cattivik. Brivido terrore raccapriccio, Milano, Rizzoli, 1995. ISBN 88-17-24387-6
- Cattivikmania, Milano, Biblioteca universale Rizzoli, 1995. ISBN 88-17-11209-7
- Lupo Alberto. Corriere del pollaio, Milano, Rizzoli, 1996. ISBN 88-17-24346-9
- Vita da talpe, Milano, Macchia nera, 1996.
- Bentornato L. A., Milano, Rizzoli, 1997. ISBN 88-17-24488-0
- Cattivik. Il signore delle fogne, Milano, Biblioteca universale Rizzoli, 1997. ISBN 88-17-11063-9
- Lupo Alberto. Fuori di test. Oltre 100 test per scoprire tutto quello che devi sapere di te stesso... e anche quello che avresti voluto non sapere!, Milano, Rizzoli, 1998. ISBN 88-17-24421-X
- Lupo Alberto. La vita è dura... ma io resisto!, Milano, Biblioteca universale Rizzoli, 1998. ISBN 88-17-11269-0
- Cattivik. Dossier, Milano, Rizzoli, 1998. ISBN 88-17-11278-X
- Lupo Alberto. Show, Milano, Rizzoli, 1998. ISBN 88-17-67998-4
- Cattivik non perdona, Milano, Biblioteca universale Rizzoli, 1999. ISBN 88-17-10015-3
- Lupo Alberto. Classic, Milano, Rizzoli, 1999. ISBN 88-17-86226-6
- Nome d'arte Lupo Alberto, Milano, Superpocket, 1999. ISBN 88-462-0089-6
- Lupo Alberto. Le massime & le minime dell'amore, Milano, Rizzoli, 2000. ISBN 88-17-86464-1
- Lupo Alberto. Le massime & le minime dell'amicizia, Milano, Rizzoli, 2000. ISBN 88-17-86465-X
- Lupo Alberto. Le massime & le minime della sopravvivenza, Milano, Rizzoli, 2000. ISBN 88-17-86466-8
- Identikit di un cattivik, Milano, Biblioteca universale Rizzoli, 2000. ISBN 88-17-86556-7
- Lupo Alberto. Presentato dall'Omino Bufo, Milano, Rizzoli, 2000. ISBN 88-17-86557-5
- Lupo Alberto live, Milano, Rizzoli, 2000. ISBN 88-17-86605-9
- 365 volte lupo, Milano, Rizzoli, 2001. ISBN 88-17-86854-X
- Lupo Alberto. Ridi lupaccio!, Milano, Rizzoli, 2001. ISBN 88-17-86881-7
- Cattivik. Il libro dei miei versi, Milano, Biblioteca universale Rizzoli, 2001. ISBN 88-17-12709-4
- Tu chiamalo Beppe! Lupo Alberto, Milano, Superpocket, 2001. ISBN 88-462-0185-X
- Zuzzurro & Gaspare show, con Andrea Brambilla e Nino Formicola, Torino, Pavesio productions, 2001. ISBN 88-87810-15-X
- Lupo Alberto. Stress da lupo, Milano, Rizzoli, 2002. ISBN 88-17-11761-7
- Spara una cifra. Chi siamo, nomi, numeri, e domande imbarazzanti, Milano, Rizzoli, 2002. ISBN 88-17-12958-5
- Caro psic. Dimmi chi sei e ti dirò perché, Milano, Rizzoli, 2003. ISBN 88-17-10726-3
- Lupo Alberto. Faccia da lupo, Milano, Rizzoli, 2003. ISBN 88-17-10818-9
- Buon compleanno Lupo Alberto, Milano, Rizzoli, 2004. ISBN 88-17-00389-1
- Lupo Alberto, Roma, la Repubblica, 2004.
- Lupo Alberto. Ma è vita questa?, Modena-Roma, Panini-la Repubblica, 2004.
- Prefazione a Gianni Audisio, Gli spossati. Scenette da un matrimonio, Saluzzo, Fusta, 2005.
- Prefazione a Bonvi, Achtung Sturmtruppen, Milano, Biblioteca universale Rizzoli, 2005. ISBN 88-17-00769-2
- Cattivik. Il "gegno" del male, Roma, la Repubblica, 2005.
- Io sottoscritto Lupo Alberto, Milano, Rizzoli, 2005. ISBN 88-17-00826-5
- Lupo Alberto. Il pollaio dei miei sogni, Milano, Rizzoli, 2005. ISBN 88-17-00889-3
- Lupo Alberto. Su il sipario, Milano, Rizzoli, 2006. ISBN 88-17-01447-8
- Lupo Alberto è messer Correggio, pittore rinascimentale, Roma, Gallucci, 2008. ISBN 978-88-6145-049-3
- Il torero Camomillo, Roma, Gallucci, 2008. ISBN 978-88-6145-065-3
- Lupo Alberto in Psicosa? Psicome? ...Psichi? A favore della campagna culturale: Perché non accada. La vivacità dei bimbi non è una malattia, con altri, Verona, Luca Mercury Communications, 2008.
- Lupo Alberto e l'officina delle erbe, Sansepolcro, Aboca Edizioni, 2009. ISBN 978-88-95642-40-6
- Cattivik, 2 voll., Milano, Magazzini Salani, 2009. ISBN 978-88-6212-377-8; ISBN 978-88-6212-376-1
- Umorismo a strisce. Lupo Alberto, Milano, RCS quotidiani, 2009.
- Il lungo, il corto e il pacioccone, Roma, Gallucci, 2010. ISBN 978-88-6145-146-9
- Lupo Alberto. T.V.B. lupo!, Milano, Oscar Mondadori, 2010. ISBN 978-88-04-60068-8
- Lupo Alberto. Le Radici, Milano, Oscar Mondadori, 2011. ISBN 978-88-04-61348-0